# 4 de 6
El 4 de 6 és un castell de sis pisos d'alçada i quatre castellers per pis en el seu tronc, excepte els tres pisos superiors que són formats, com en la majoria de castells, per una parella de dosos, un aixecador i un enxaneta. Sol ser el primer castell de sis pisos que habitualment assoleixen les colles als seus inicis.

## Variants
El 4 de 6 té diverses variants:

### Aixecat per sota
El 4 de 6 aixecat per sota és una variant del 4 de 6 realitzada amb la tècnica d'aixecar-lo per sota. El castell s'inicia amb el pom de dalt a terra i progressivament es van afegint pisos per sota que es van aixecant un per un amb l'ajuda directa de tres persones per cada pilar i el suport d'alguns més. Es tracta d'una construcció molt poc freqüent.

### Amb l'agulla
Una variant d'estructura d'aquest castell és el 4 de 6 amb l'agulla. Es tracta d'un 4 de 6 que al mig té un pilar de 4.

### Net
El 4 de 6 net és una variant del 4 de 6 normal que es fa sense el suport de la pinya. Com la resta de castells sense pinya, es tracta d'un castell que no se sol veure gaire a les places, ja que normalment les colles el fan a l'assaig com a prova prèvia de tronc i pom de dalt per fer el 4 de 7, el mateix castell amb un pis superior.

### 7 de 6
El 7 de 6 és una construcció inèdita durant el segle xix i XX. Va ser una innovació dels Margeners de Guissona, que van assolir-lo per primera vegada a la història el 14 de juny del 2009 a Tàrrega en el marc de la II Mostra d'Entitats del Municipi.

### 12 de 6
El 12 de 6 és un castell d'estructura composta de 6 pisos d'alçada i 12 persones per pis. La construcció parteix d'una estructura central de quatre, on s'adossa una torre (o dos) a cada rengla.

## Galeria d'imatges

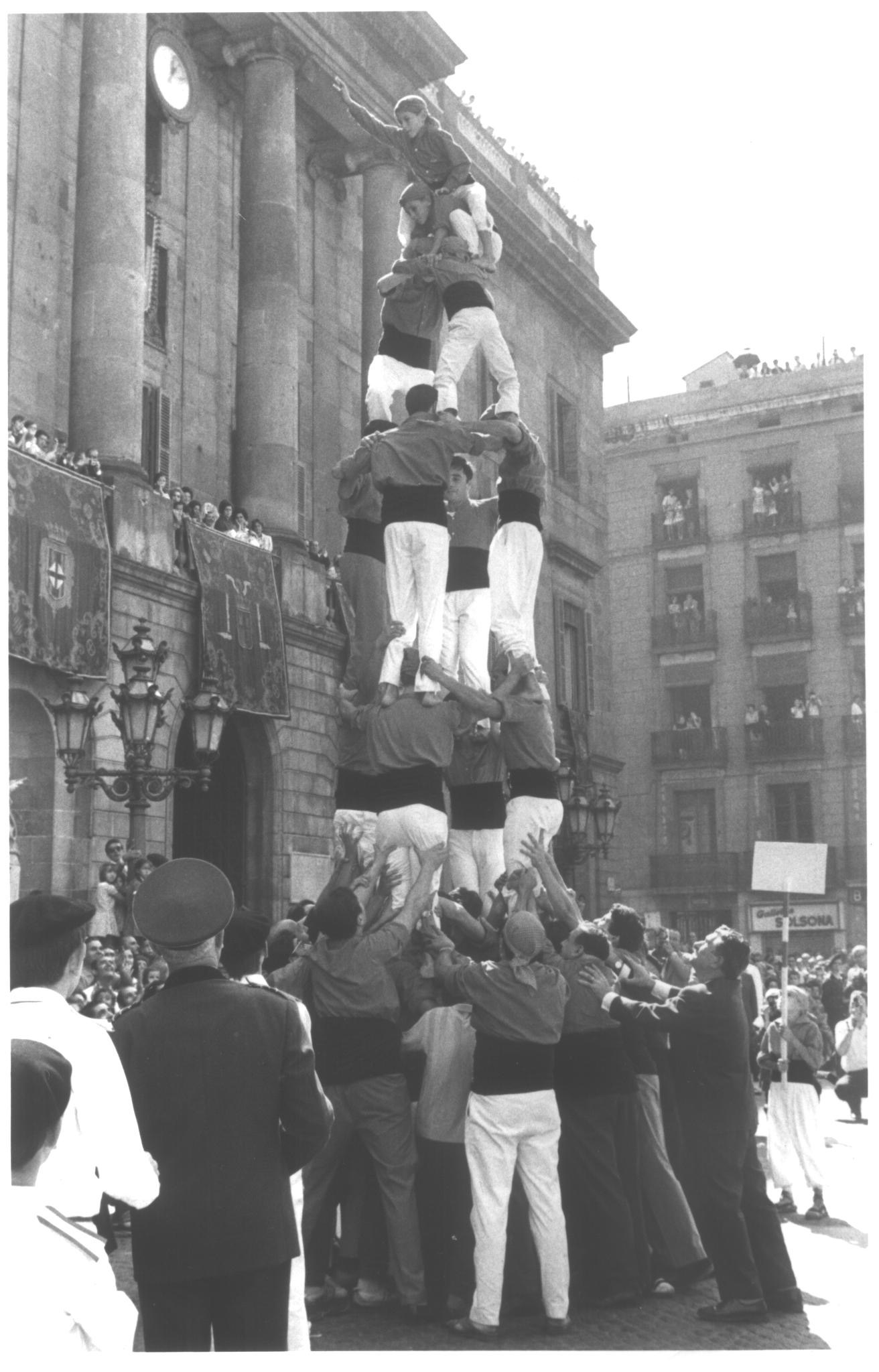
Primer 4 de 6 dels Castellers de Barcelona (1969)
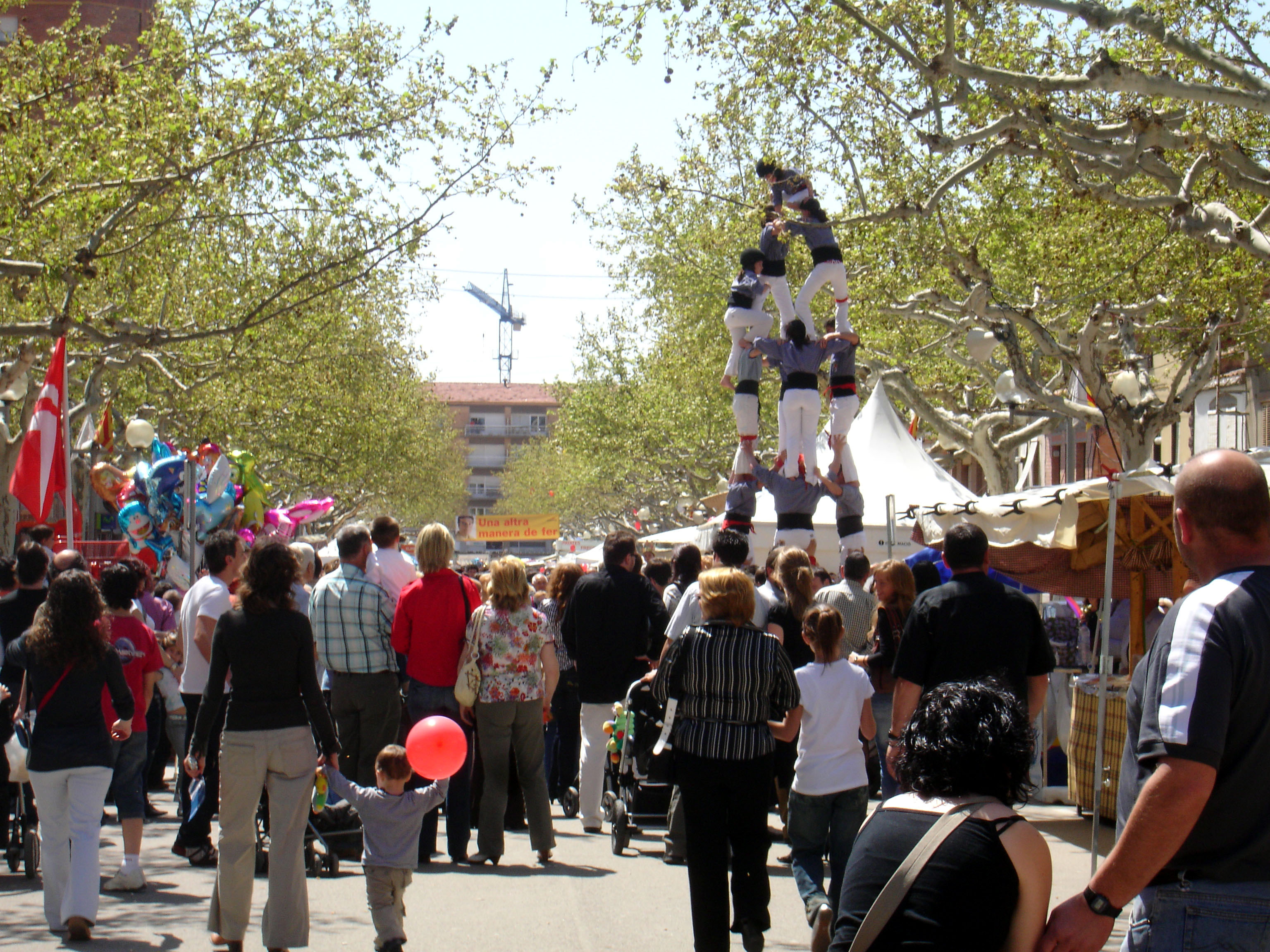
4 de 6 dels Tirallongues de Manresa
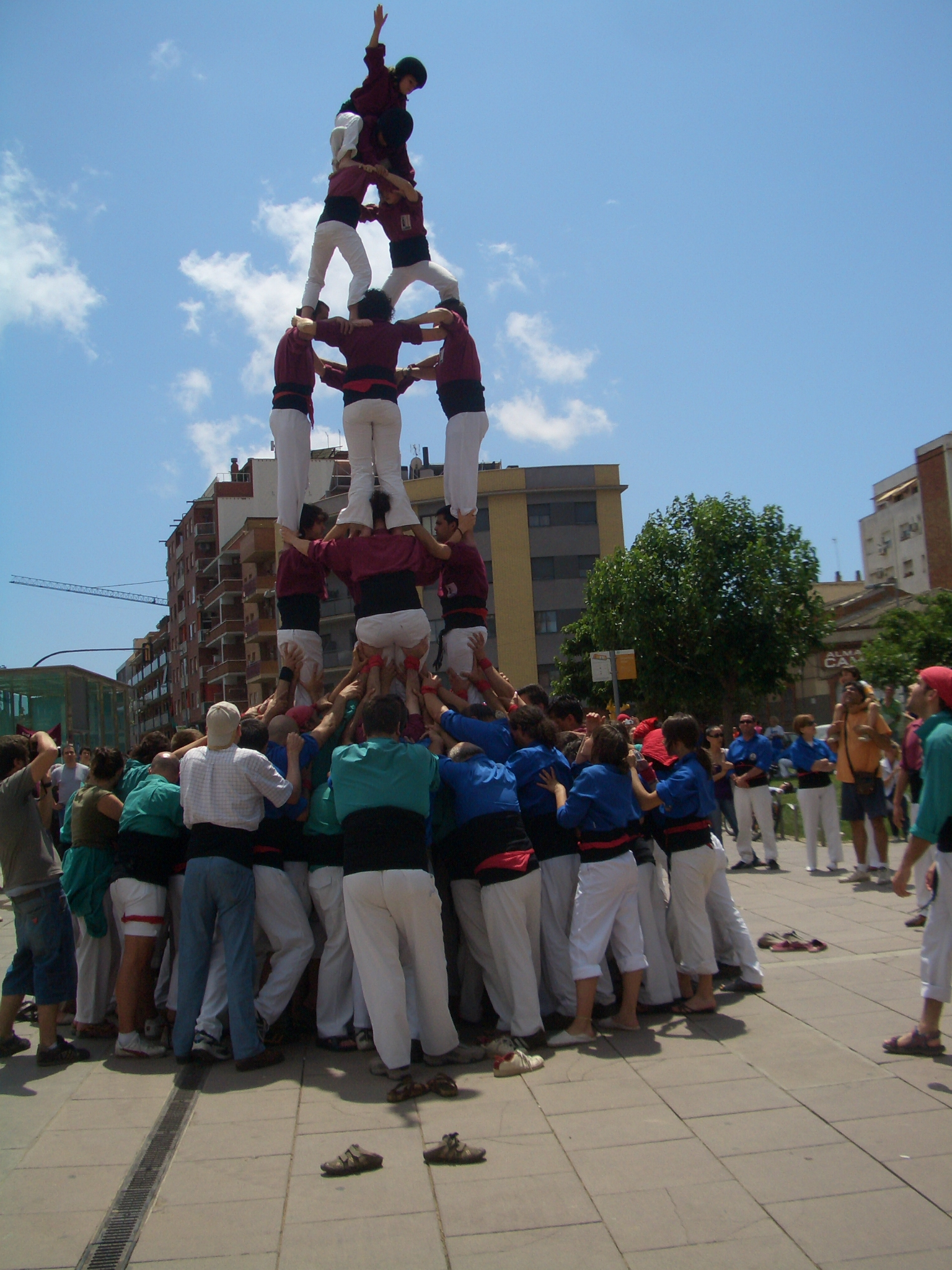
4 de 6 dels Castellers d'Esparreguera
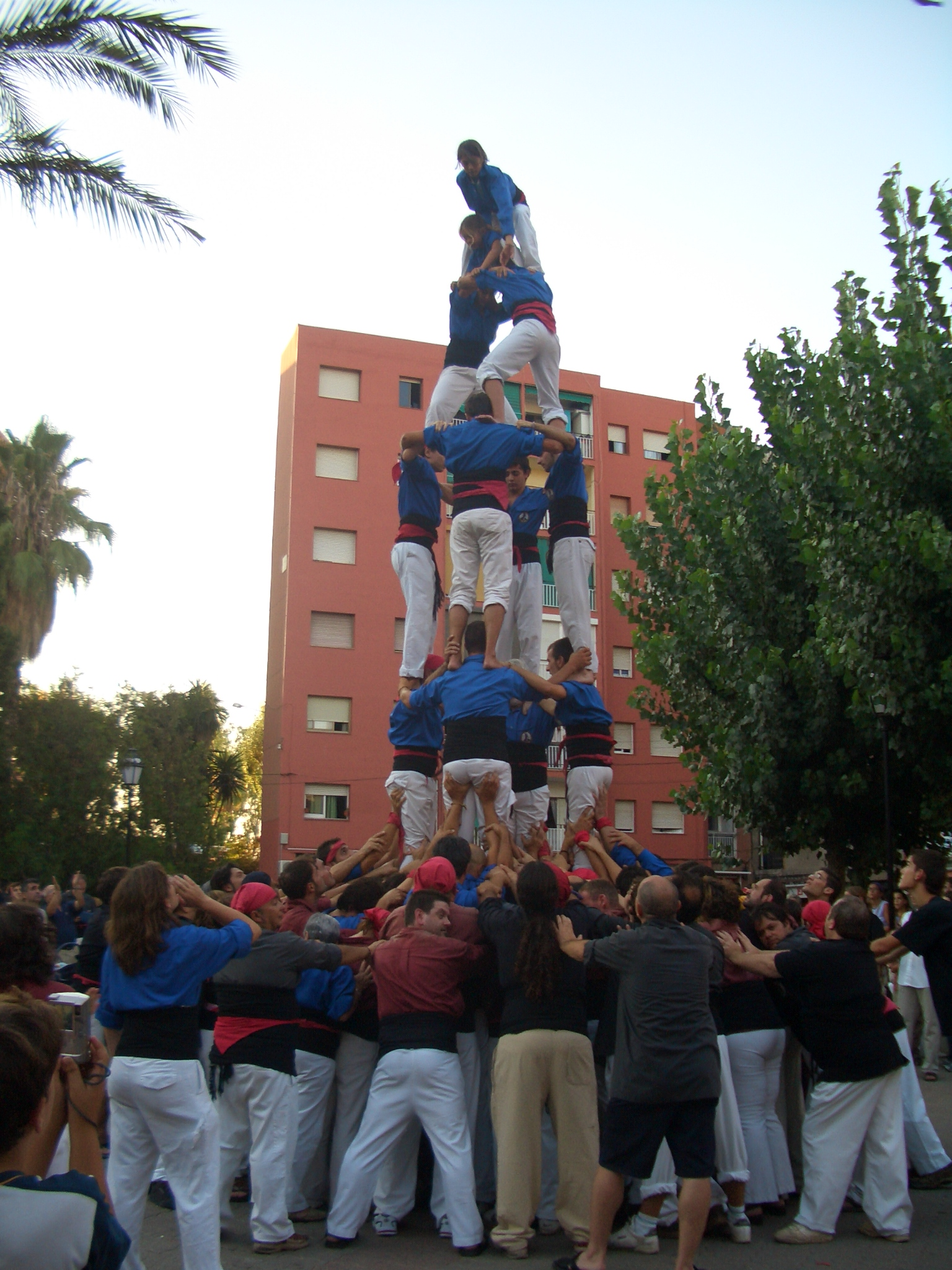
4 de 6 dels Castellers d'Esplugues